# Botaniska Notiser
Botaniska Notiser var et svensk videnskabeligt tidsskrift om botanik, udgivet i Lund af Societate botanica Lundensi eller Lunds Botaniska Förening. Tidsskriftet udkom fra 1839 til 1980, da det blev lagt sammen med Botanisk Tidsskrift, Friesia og Norwegian Journal of Botany til det fællesnordiske rent videnskabelige tidsskrift Nordic Journal of Botany.
En parallel monografiserie blev udgivet under navnet Botaniska Notiser Supplement (1947-1954). Den blev i 1980 lagt sammen med Dansk Botanisk Arkiv under navnet Opera Botanica, som siden da har været monografiserie for Nordic Journal of Botany.